# قرة محمد لو (غرغين)
قرة محمد لو (بالفارسية: قره محمدلو) هي قرية تقع في إيران في قسم غرغین الريفي. يقدر عدد سكانها بـ 151 نسمة بحسب إحصاء 2016.